# Chris Newton
Chris Newton, född den 29 september 1973 i Middlesbrough, Storbritannien, är en brittisk tävlingscyklist som bland annat tagit brons i poängloppet i bancykling vid olympiska sommarspelen 2008 i Peking. 